# 宇都秀星
宇都 秀星（うと しゅうせい、2001年6月17日 - ）は、日本の元子役。
東京都出身。セントラル子供タレント所属だった。
2018年から映像コンテンツ権利処理機構に連絡のとれない権利者として掲載されている。

## 出演

### テレビドラマ
- ほんとにあった怖い話（2004年、フジテレビ）川原秀人 役
- 木曜時代劇 柳生十兵衛七番勝負（2005年、NHK）菅沼右京 役
- 阪神淡路大震災10年特別企画 悲しみを勇気にかえて（2005年、TBS）
- 優しい時間（2005年、フジテレビ）湧井拓郎（幼少） 役
- 家族〜妻の不在・夫の存在〜（2006年、テレビ朝日・朝日放送）上川悠斗 役
- 水曜ミステリー9 北アルプス山岳救助隊・紫門一鬼8（2006年、テレビ東京）佐野誠 役
- 金曜プレステージ 壊れた脳生存する知（2007年、フジテレビ）山田真規 役
- 病院のチカラ〜星空ホスピタル〜 第3話・第4話（2007年4月、NHK）水谷大輝 役
- ロス:タイム:ライフ 第6節「ヒーローショー」（2008年3月8日、フジテレビ）いじめられている子供 役
- ナツコイ（2008年、TBS）佐々木和真（幼少） 役
- 小児救命（2008年、テレビ朝日）
- ニュース速報は流れた（2009年、フジテレビNEXT）
- 月の恋人〜Moon Lovers〜（2010年、フジテレビNEXT）
- ハンチョウ〜神南署安積班〜シリーズ4〜正義の代償〜（2011年、TBS）結城篤人（幼少） 役
- じいちゃんのわさび（2012年、NHK）

### 映画
- 百万円と苦虫女（2008年）祐作 役
- 休暇（2008年）平井達哉 役
- 呪怨 白い老女/呪怨 黒い少女（2009年）佐伯俊雄 役

### CM
- 講談社 おともだち
- 花王 メリット（2005年）
- 花王 ヘルシアウォーター（2007年）
- ドミノ・ピザ ポケモンキャンペーン（2008年）

## モデル

### ビデオパッケージ
- P&G パンパース
- ベネッセ こどもちゃれんじ ぷち
- ベネッセ こどもちゃれんじ ぽけっと
- ベネッセ ミュージックビデオ
- ベネッセ おためしビデオ

### 雑誌
- ベネッセ こどもちゃれんじ

### その他
パンフレット
- 花王 アレルクリン

広告
- crymson

雑誌広告
- 不二家 ミルキー
- ホンダ Edix

スチル
- 厚生労働省 仕事と家庭を考える月間
- 花王 メリット

DM
- ベネッセ こどもちゃれんじ ぽけっと